# David Henrie
David Clayton Henrie (Mission Viejo, Orange megye, Kalifornia, 1989. július 11. –) amerikai színész, rendező.
Legismertebb alakítása Justin Russo a 2007 és 2012 között futott Varázslók a Waverly helyből című sorozatban és a 2009-es Varázslók a Waverly helyből – A film című filmben. Az Így jártam anyátokkal című sorozatban is szerepelt.

## Fiatalkora
Henrie a kaliforniai Mission Viejoban született. Édesanyja Linda Finocchiaro tehetséggondozó, édesapja James Wilson Henrie ingatlanos. A szülei római katolikusként nevelték. Az arizonai Phoenix nőtt fel.

## Pályafutása
Első nagyobb szerepe a Hollywood Moms Society című filmben volt. Szerepelt a Fox Method & Red című sorozatában. Mellékszereplő volt a That's So Raven című sorozatban. Szerepelt az Így jártam anyátokkal című sorozatban.
18 évesen megkapta Justin Russo szerepét a Disney Channel Varázslók a Waverly helyből című sorozatában. Szerepe az Apurablók című filmben Emily Osmenttel.

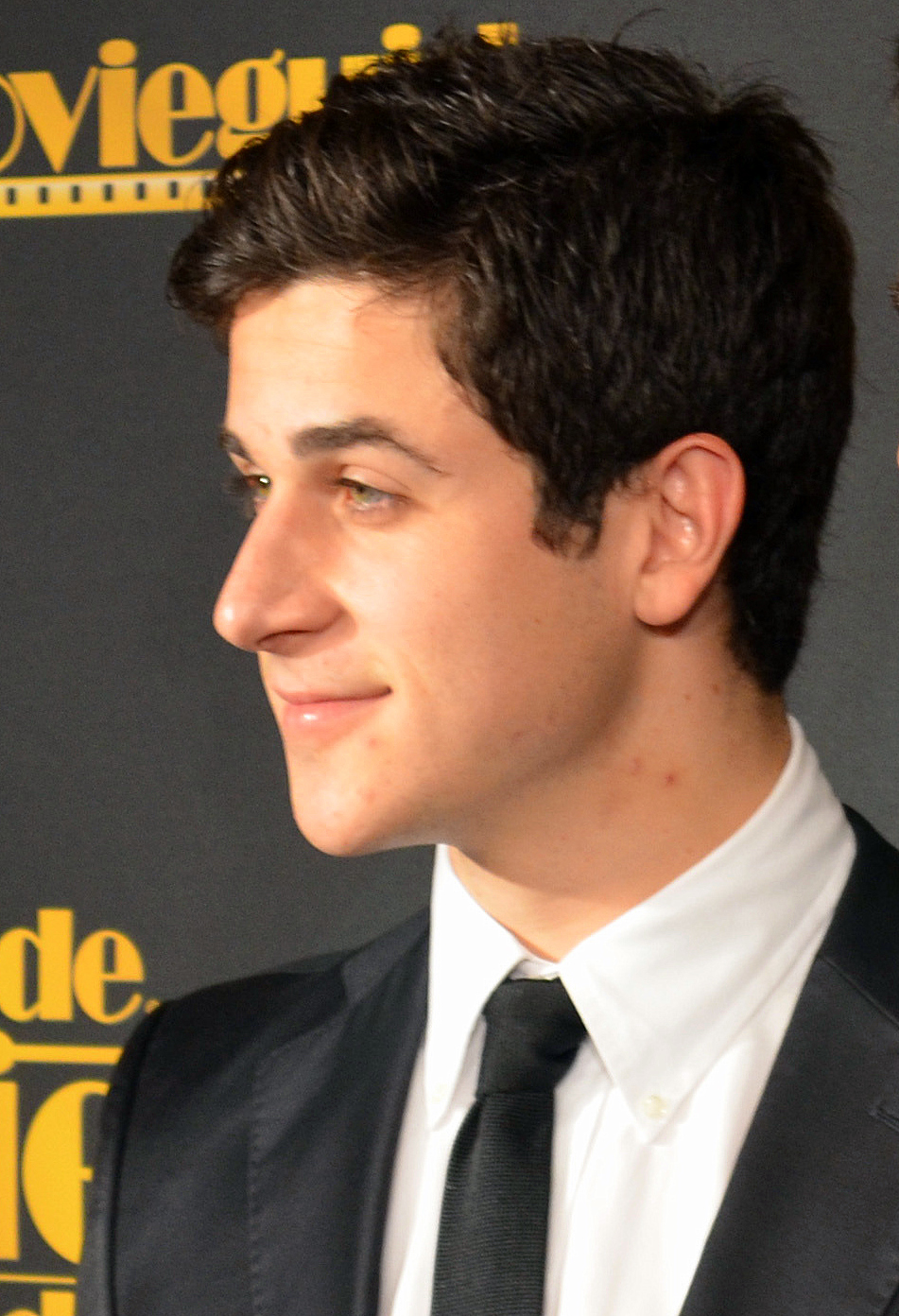
2012-ben

2012-ben az Arrietty – Elvitte a manó című filmben szinkronizált. 2013-ban szerepelt a  Nagyfiúk 2. című filmben.

## Magánélete
2016 októberében eljegyezte Maria Cahillt. 2017. április 21-én házasodtak össze. Két gyermekük van. A lánya 2019 márciusában született. A fia 2020 decemberében született.

## Filmográfia

### Filmek
| Év   | Magyar cím                           | Eredeti cím                         | Szerep              | Magyar hang   |
| ---- | ------------------------------------ | ----------------------------------- | ------------------- | ------------- |
| 2020 |                                      | This Is the Year                    | Sebastian           |               |
| 2016 |                                      | Warrior Road                        | Tom                 |               |
| 2016 |                                      | Cardboard Boxer                     | tiszta vágású férfi |               |
| 2015 |                                      | Walt Before Mickey                  | Rudy Ising          |               |
| 2015 | Little Boy                           | Little Boy                          | London Busbee       | Kovács Lehel  |
| 2015 | A pláza ásza Vegasban                | Paul Blart: Mall Cop 2              | Lane                | Kovács Lehel  |
| 2014 |                                      | 1000 to 1: The Cory Weissman Story  | Cory Weissman       |               |
| 2013 | Nagyfiúk 2.                          | Grown Ups 2                         | Frat Boy Zac        |               |
| 2012 | Arrietty – Elvitte a manó            | The Secret World of Arrietty        | Shawn (hang)        | Baráth István |
| 2009 | Varázslók a Waverly helyből – A film | Wizards of Waverly Place: The Movie | Justin Russo        | Kováts Dániel |
| 2009 | Apurablók                            | Dadnapped                           | Wheeze              | Gacsal Ádám   |
| 2004 | Arizonai nyár                        | Arizona Summer                      | Bad                 |               |
| 2004 |                                      | Hollywood Mom's Mystery             | Oliver Palumbo      |               |
| 2003 | Szörnycsinálók                       | Monster Makers                      | Danny Burke         |               |

### Televíziós szerepek
| Év        | Magyar cím                  | Eredeti cím                         | Szerep         | Megjegyzések                              |
| --------- | --------------------------- | ----------------------------------- | -------------- | ----------------------------------------- |
| 2014      |                             | Mind Games                          | Elliot         | 1 epizód                                  |
| 2013      | Az ítélet: család           | Arrested Development                | önmaga         | 1 epizód                                  |
| 2011      |                             | Disney's Friends for Change Games   | önmaga         | versenyző                                 |
| 2010      |                             | Ethan                               | Ethan          | 1 epizód                                  |
| 2010      | Jonas                       | Jonas                               | önmaga         | 2 epizód                                  |
| 2009      |                             | Disney Channel's 3-Minute Game Show | önmaga         | 2 epizód                                  |
| 2009      | Zack és Cody a fedélzeten   | The Suite Life on Deck              | Justin Russo   | 1 epizód                                  |
| 2008      |                             | Disney Channel Games                | önmaga         | 1 epizód                                  |
| 2007–2012 | Varázslók a Waverly helyből | Wizards of Waverly Place            | Justin Russo   | főszereplő magyar hangja Kováts Dániel    |
| 2007      |                             | Studio DC: Almost Live              | önmaga         | 1 epizód                                  |
| 2006      | Döglött akták               | Cold Case                           | Dale Wilson    | 1 epizód                                  |
| 2005–2014 | Így jártam anyátokkal       | How I Met Your Mother               | Luke Mosby     | mellékszereplő magyar hangja Kilényi Márk |
| 2005      | Doktor House                | House                               | Tommy          | 1 epizód                                  |
| 2004–2007 |                             | That's So Raven                     | Larry          | mellékszereplő                            |
| 2004      | NCIS                        | NCIS                                | Willy Shields  | 1 epizód                                  |
| 2004      |                             | Jack and Bobby                      | Sniffly        | 1 epizód                                  |
| 2004      |                             | Method & Red                        | Skyler Blaford | mellékszereplő                            |
| 2004      |                             | The D.A.                            | Alex Henry     | 1 epizód                                  |
| 2003      | Amynek ítélve               | Judging Amy                         | Jeremy         | 1 epizód                                  |
| 2003      |                             | The Pitts                           | Petey Pitt     | főszereplő                                |
| 2002      | Nyomtalanul                 | Without a Trace                     | Gabe Freedman  | 1 epizód                                  |
| 2002      |                             | Providence                          | Mark Triedman  | 1 epizód                                  |